# Entodiscidae
Famille
Les Entodiscidae sont une famille de Ciliés de la classe des Oligohymenophorea et de l'ordre des Philasterida.

## Étymologie
Le nom de la famille vient du genre type Entodiscus, composé du préfixe ento-, « au dedans », et du suffixe -discus, « disque », en double référence à leur habitat comme endocommensal et à leur forme discoïde.

## Description
Les Entodiscidae ont une taille moyenne (80 à 200 µm). Leur forme est ovoïde, latéralement aplatie (= en forme de disque), avec une extrémité antérieure étroite et tronquée et, chez certaines espèces, avec une petite projection caudale portant un seul cil caudal. Ils vivent en natation libre. Leur ciliation somatique est holotriche (c. à d. uniforme). Leur région buccale est située dans leur partie antérieure ; elle est peu visible, avec le polykinétide oral N° 1 plus petit que les deux autres polykinétides oraux. Leur macronoyau est globulaire à ellipsoïde. Micronoyau, vacuole contractile et cytoprocte sont présents. Ils sont bactérivores et détritivores.

## Habitat
Les Entodiscidae vivent en milieu marin comme endocommensaux dans les intestins des oursins (genre Entodiscus), dans la cavité du manteau des mollusques bivalves (genre Pectenita ) ou dans l'œsophage des sipunculidés (genre Cryptochilidium).

## Liste des genres
Selon GBIF (2 mars 2024) :
- Cryptochilidium Schouteden, 1906
- Entodiscus Madsen, 1931 genre type
  - Espèce type : Entodiscus borealis (Hentschel, 1924) Madsen, 1931
  - Basionyme : Cryptochilum boreale Hentschel, 1924
- Pectenita Yankovskii, 1973
- † Symbionecta Yankovskii, 1973

- Cryptochilidium Schouteden, 1906
- Entodiscoides Song, Warren, & Wilbert, 1996
- Entodiscus Madsen, 1931
- Pectenita Jankowski, 1973

## Systématique
Le nom valide de ce taxon est Entodiscidae Jankowksi, 1973.